# 蒙蒂伊
蒙蒂伊（法語：Montilly，法語發音：[mɔ̃tiji]）是法国阿列省的一个市镇，位于该省北部，阿列河以西，属于穆兰区。\

## 地理
蒙蒂伊（46°36'44"N, 3°15'7"E）面积22.09 平方千米，位于法国奥弗涅-罗讷-阿尔卑斯大区阿列省，该省份为法国中部省份，北起涅夫勒省、西北接谢尔省，西南至克勒兹省，南至多姆山省，东南临卢瓦尔省，东临索恩-卢瓦尔省。
与蒙蒂伊接壤的市镇（或旧市镇、城区）包括：阿贡日、阿韦尔姆、巴涅、马里尼、讷维、特雷沃勒、阿列河畔新城。

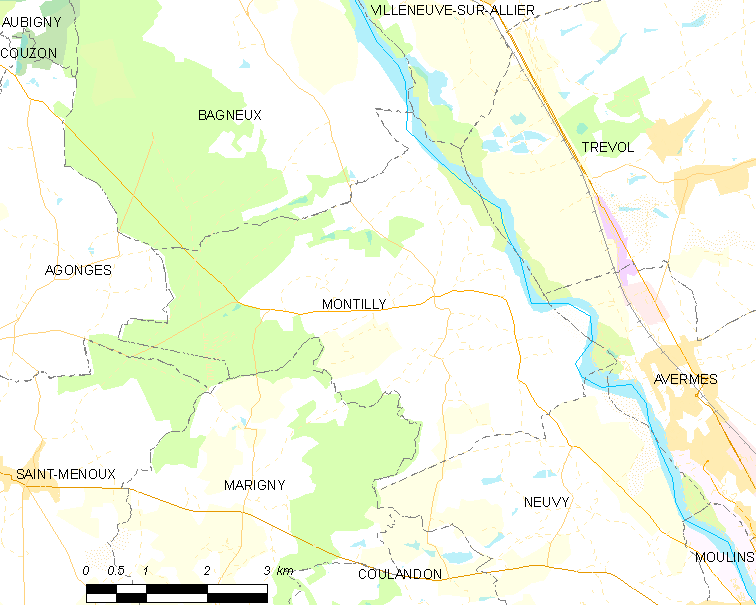
蒙蒂伊的OSM定位图

蒙蒂伊的时区为UTC+01:00、UTC+02:00（夏令时）。

## 行政
蒙蒂伊的邮政编码为03000，INSEE市镇编码为03184。

## 政治
蒙蒂伊所属的省级选区为穆兰第一县。

## 人口

1962-2008年间蒙蒂伊人口变化图示

蒙蒂伊于2022年1月1日时的人口数量为496人。